# Савченко, Михаил Павлович (Герой Социалистического Труда)
Михаил Павлович Савченко — советский хозяйственный деятель, Герой Социалистического Труда.

## Биография
Родился в 1921 году в деревне Литовка. Член КПСС.
Участник Великой Отечественной войны в составе 12-го и 10-го запасного авиационных полков Приволжского военного округа
Окончил Харьковский сельскохозяйственный институт
В 1949—1971 годах — агроном в хозяйствах Харьковской области, директор совхоза «Пролетар Харкивщины» Золочевского района Харьковской области Украинской ССР.
Указом Президиума Верховного Совета СССР от 22 марта 1966 года присвоено звание Героя Социалистического Труда с вручением ордена Ленина и золотой медали «Серп и Молот».
Делегат XXII съезда КПСС.
Умер до 1985 года в Харькове.

## Награды и звания
- Герой Социалистического Труда (22.03.1966)
- Орден Ленина (22.03.1966)
- Орден Знак Почёта (08.04.1971)